# Karl-von-Closen-Gymnasium Eggenfelden
Das Karl-von-Closen-Gymnasium ist ein sprachliches und naturwissenschaftlich-technologisches Gymnasium in Eggenfelden (Ortsteil Gern). Es ist nach Karl von Closen benannt.

## Schüleraustausch
Die Schule bietet ein Schüleraustauschprogramm an. Als innereuropäische Ziele werden dabei neben den beiden Partnerstädten von Eggenfelden Carcassonne (Frankreich) und Balatonalmádi (Ungarn) noch Blanes (Spanien) und Tábor (Tschechien) angeboten. Die einzigen Ziele außerhalb Europas sind jährlich wechselnd Denver und Seattle (USA).

## Projekte
- Virtual Traveller in Kooperation mit mehreren Schulen in der EU im Rahmen von Erasmus+ zur Erstellung eines virtuellen Reiseführers von 2018 bis 2020[6]
- Mundartgrenzen – Grenzenlose Mundart in Kooperation mit dem Ortenburg-Gymnasium Oberviechtach zur Erforschung des Mittelbairischen und Nordbairischen im Schuljahr 2015/16.[7]
- Pilotschule für die Mittelstufe Plus im Schuljahr 2015/16

## Ehemalige Lehrer
- Heinz-Peter Meidinger (* 1954), Präsident des Deutschen Lehrerverbandes
- Karl Hausberger (1944–2024), Theologe und Autor